# Filmåret 1974

## Oscar: (i urval)
| Kategori                                                   | Vinnare                                           |
| ---------------------------------------------------------- | ------------------------------------------------- |
| Bästa film                                                 | Gudfadern II (Gudfadern II)                       |
| Bästa regi                                                 | Francis Ford Coppola ( Gudfadern II)              |
| Bästa manliga huvudroll                                    | Art Carney (Harry och Tonto)                      |
| Bästa kvinnliga huvudroll                                  | Ellen Burstyn (Alice bor inte här längre)         |
| Bästa manliga biroll                                       | Robert De Niro (Gudfadern II)                     |
| Bästa kvinnliga biroll                                     | Ingrid Bergman (Mordet på Orientexpressen)        |
| Bästa utländska film                                       | Amarcord (Italien)                                |
| Oscar för bästa sång ("We May Never Love Like This Again") | Al Kasha, Joel Hirschhorn (Skyskrapan brinner!)   |
| Oscar för bästa klippning                                  | Carl Kress, Harold F. Kress (Skyskrapan brinner!) |
| Oscar för bästa foto                                       | Fred J. Koenekamp (Skyskrapan brinner!)           |

Se här för komplett lista

## Årets filmer

### A - G
- Arkebuseringen av menige Slovik
- Avlyssningen
- Céline och Julie gör en båttur
- Chinatown
- Dark Star
- De fyra musketörerna
- Death Wish - våldets fiende nr 1
- Den siste Fleksnes
- Den store Gatsby
- Det lever
- Det sista äventyret
- Det våras för Frankenstein
- Det våras för sheriffen
- Dunderklumpen!
- Edvard Munch
- En enkel melodi
- En handfull kärlek
- Fimpen
- Gudfadern II

### H - N
- Inkräktarna
- Jakten på Alfredo Garcias huvud
- Jordbävningen
- Jorden runt med Fanny Hill
- Juggernaut
- Jungfrulek[1]
- Katastroflarm
- Mannen med den gyllene pistolen (James Bond)
- Mordet på Orientexpressen
- Motorsågsmassakern
- Nyckelhålet
- Nä, dra åt skogen!

### O - U
- Pelham 1-2-3 kapat
- Promenad i de gamlas land
- Rapport från Stockholms sexträsk
- Rännstensungar
- Sams
- S.P.Y.S
- Skyskrapan brinner!
- Stoppa pressarna!
- Täcknamn Odessa

### V - Ö
- Vild på sex
- Världens bästa Karlsson[2]

## Födda
- 23 januari – Tiffani-Amber Thiessen, amerikansk skådespelare.
- 24 januari – Boris Glibusic, svensk skådespelare.
- 29 januari – Herbert Ernest Bates, brittisk journalist, författare och manusförfattare.
- 30 januari – Christian Bale, brittisk skådespelare.
- 3 februari – Helena Nizic, svensk skådespelare.
- 8 februari – Seth Green, amerikansk skådespelare.
- 10 februari – Elizabeth Banks, amerikansk skådespelare.
- 16 mars – Johan Widerberg, svensk skådespelare.
- 24 mars – Alyson Hannigan, amerikansk skådespelare.
- 7 april – Baker Karim, svensk regissör, producent och manusförfattare.
- 11 april – Anton Glanzelius, svensk skådespelare.
- 18 april – Ola Björkman, svensk skådespelare.
- 28 april – Penélope Cruz, skådespelare.
- 3 maj – Dulé Hill, amerikansk skådespelare.
- 7 maj – Breckin Meyer, amerikansk skådespelare.
- 21 maj
  - Fairuza Balk, amerikansk skådespelare.
  - Eduardo Verástegui, mexikansk skådespelare.
- 23 maj – Scott Lyons, amerikansk skådespelare inom pornografisk film.
- 24 maj – Dash Mihok, amerikansk skådespelare.
- 28 maj – Romain Duris, fransk skådespelare.
- 1 juni – Alanis Morissette, kanadensisk sångerska och skådespelare.
- 4 juni – Sonja Lindblom, svensk skådespelare.
- 3 juli – Jens Ohlin, svensk skådespelare.
- 20 juli – Källa Bie, svensk skådespelare.
- 30 juli – Hilary Swank, amerikansk skådespelare.
- 15 augusti – Natasha Henstridge, kanadensisk fotomodell och skådespelare.
- 23 augusti – Ray Park, brittisk stuntman och skådespelare.
- 28 augusti – Goran Marjanovic, svensk skådespelare och manusförfattare.
- 2 september
  - Jonte Halldén, svensk skådespelare.
  - Viveca Jedholm, svensk skådespelare.
- 4 september – Mikkel Brænne Sandemose, norsk filmskapare
- 10 september – Ryan Phillippe, amerikansk skådespelare.
- 18 september – Xzibit, amerikansk hiphopartist och skådespelare.
- 19 september – Victoria Silvstedt, svensk fotomodell, skådespelare och artist.
- 23 september – Philomène Grandin, svensk skådespelare.
- 11 oktober – Joel Östlund, svensk skådespelare.
- 24 oktober – Joakim Nätterqvist, svensk skådespelare.
- 28 oktober – Joaquin Phoenix, amerikansk skådespelare.
- 11 november – Leonardo DiCaprio, amerikansk skådespelare.
- 18 november – Chloë Sevigny, amerikansk skådespelare.
- 21 november – Eric Ericson, svensk skådespelare.
- 23 november – Emil Forselius, svensk skådespelare.
- 16 december – Frida Hallgren, svensk skådespelare.
- 17 december
  - Sarah Paulson, amerikansk skådespelare.
  - Giovanni Ribisi, amerikansk skådespelare.
- 29 december
  - Twinkle Khanna, indisk skådespelare.
  - Mekhi Phifer, amerikansk skådespelare.
- 30 december – Johanna Sällström, svensk skådespelare.

## Avlidna
- 4 januari – Alf Östlund, 72, svensk skådespelare och manusförfattare.
- 18 januari – Leif Amble-Næss, 77, norsk-svensk skådespelare och regissör.
- 31 januari – Samuel Goldwyn, 91, amerikansk filmproducent.
- 6 februari – Kalle Peronkoski, 65, finländsk filmfotograf.
- 11 februari – Anna Q. Nilsson, 85, svensk-amerikansk skådespelare.
- 13 mars – Eskil Eckert-Lundin, 67, svensk kapellmästare, kompositör, arrangör av filmmusik, impressario och musikadministratör.
- 17 april – Margareta Högfors, 68, svensk operettsångerska och skådespelare.
- 18 april – Marcel Pagnol, 79, fransk filmregissör och författare.
- 24 april – Bud Abbott, 78, amerikansk skådespelare och komiker.
- 26 april – Vilhelm Bryde, 85, svensk skådespelare, filmproducent och regissör.
- 30 april – Agnes Moorehead, 73, amerikansk skådespelare.
- 22 maj
  - Otto Adelby, 82, svensk statistskådespelare.
  - Walter Ljungquist, 72, svensk författare och manusförfattare.
- 26 maj – Felix Alvo, 56, svensk filmproducent, produktionsledare, statistskådespelare och svajmastartist.
- 29 maj – Gunnar Oldin, 42, svensk filmpublicist.
- 22 juni – Gudrun Moberg, 62, svensk skådespelare och sångerska.
- 20 augusti – Sven-Olof Sandberg, 68, svensk sångare och sångtextförfattare som medverkat i TV- och filmroller.
- 4 september – Karin Albihn, 61, svensk skådespelare.
- 6 september – Otto Kruger, 89, amerikansk skådespelare.
- 25 september – Gunnel Sporr, 41, svensk skådespelare.
- 12 oktober – Åke Falck, 49, svensk regissör, skådespelare, programledare och manusförfattare.
- 7 november – Karl-Arne Bergman, 56, svensk skådespelare, rekvisitör och inspicient.
- 11 november – Adolf Schütz, 79, svensk manusförfattare.
- 19 november – Nils Ranft, 78, svensk skådespelare.
- 28 november – Ullacarin Rydén, 48, svensk skådespelare.
- 3 december – Hans Leibelt, 89, tysk skådespelare.
- 11 december – Per-Martin Hamberg, 62, svensk kompositör, manusförfattare, regissör och radioproducent.
- 15 december – Anatole Litvak, 72, amerikansk regissör.
- 21 december – Richard Long, 47, amerikansk skådespelare.
- 23 december – Lars Madsén, 70, svensk författare, regissör och reporter i radio och TV.
- 26 december – Jack Benny, 80, amerikansk skådespelare och violinist.

### Fotnoter
1. ↑  ”The Maids”. Internet Movie Database. 25 februari 1974. http://www.imdb.com/title/tt0071798/. Läst 19 april 2012.
2. ↑  ”Astrid Lindgren”. http://www.astridlindgren.se/verken/filmerna/filmlista. Läst 21 mars 2011.